# Cathédrale de Gerace
La cathédrale de Gerace est une église catholique romaine de Gerace, en Italie. Il s'agit d'une cocathédrale du diocèse de Locri-Gerace.

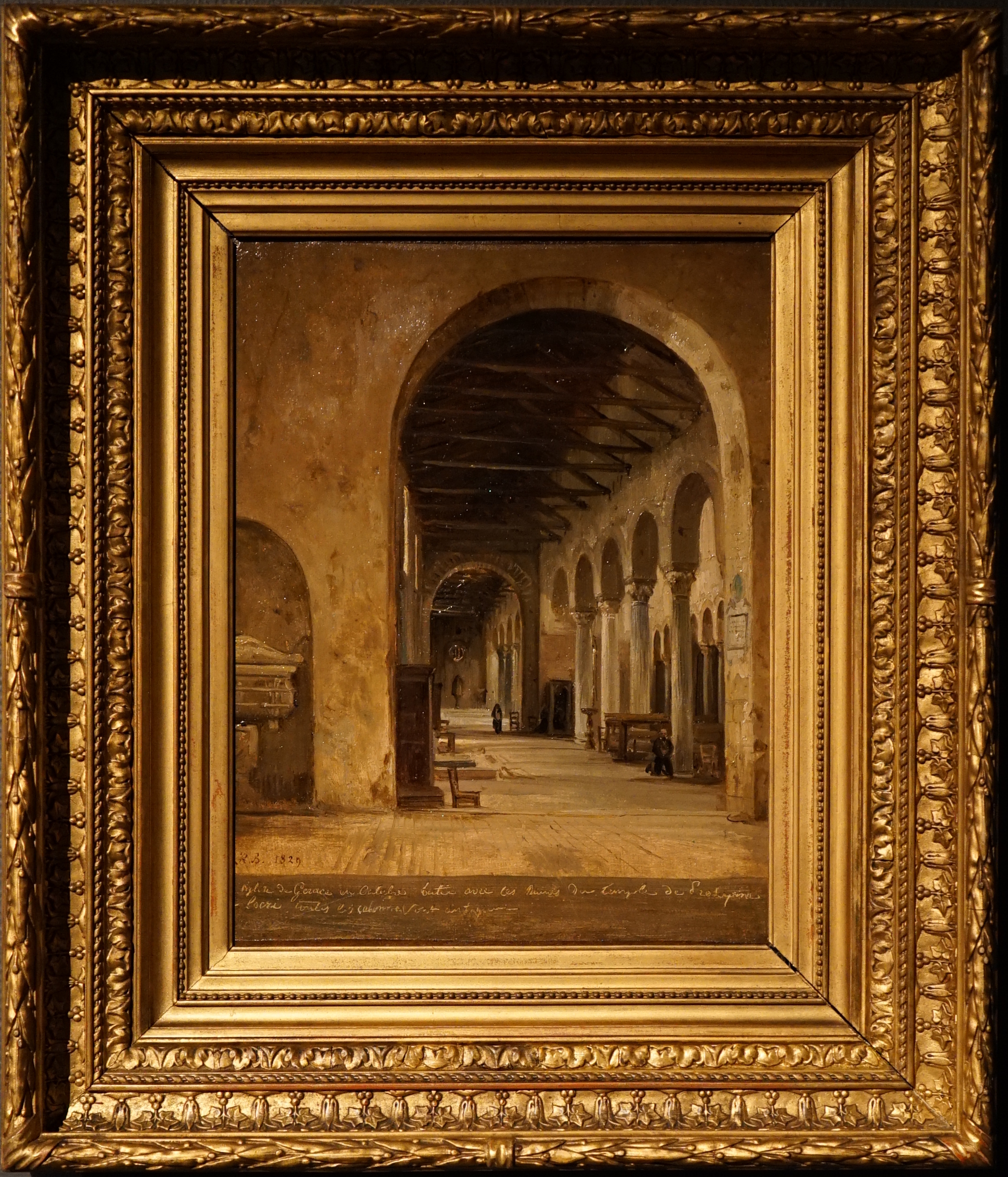
La cathédrale peinte par Brascassat en 1828.